# 長谷川悠
長谷川悠（1987年7月5日—），日本足球運動員，司職前鋒，現效力关东地区一级联赛球会南葛SC。

## 俱樂部生涯
长谷川悠2006年从流通经济大学附属柏高等学校毕业后加盟柏雷素尔，2006年10月租借效力FC岐阜，2007年下半年租借效力福冈黄蜂，2008年租借直至2010年正式转投山形山神，2012年转投大宫松鼠，2015年转投德岛漩涡。
清水心跳官方宣布，此前效力德岛漩涡的长谷川悠正式加盟。

## 外部連結
- Profile at Shimizu S-Pulse （页面存档备份，存于）
- 日本職業足球聯賽中的長谷川悠 （日語）
- 長谷川悠的X（前Twitter）
- 長谷川悠的Instagram帳戶
- 長谷川悠オフィシャルブログ by LaBOLA （页面存档备份，存于）